# سیریل جی. ماکریج
سیریل جی. ماکریج (انگلیسی: Cyril J. Mockridge؛ ۶ اوت ۱۸۹۶ – ۱۸ ژانویهٔ ۱۹۷۹) یک آهنگساز سینما و تلویزیون اهل بریتانیا بود.
- نامزد جایزه اسکار بهترین موسیقی فیلم بخاطر فیلم Guys and Dolls

## فیلم‌شناسی
- گران کاناریا (۱۹۳۴)
- لویدز لندن (۱۹۳۶)
- سیر در عرش (۱۹۳۷)
- ماجرای پرشور هالیوود (۱۹۳۹)
- گوریل (۱۹۳۹)
- در لباسی خیره‌کننده (۱۹۴۱)
- حادثه اوکس‌بو (۱۹۴۳)
- صدای شدید (۱۹۴۴)
- می‌خواهی بخواه، نمی‌خواهی نخواه (۱۹۴۴)
- کلمنتاین عزیزم (۱۹۴۶)
- معجزه در خیابان سی و چهارم (۱۹۴۷)
- تندر در میانکوه (۱۹۴۷)
- به اصطبل بیا (۱۹۴۹)
- دوجینش ارزان‌تر است (۱۹۵۰)
- چگونه می‌توان با یک میلیونر ازدواج کرد (۱۹۵۳)
- رودخانه بدون بازگشت (۱۹۵۴)
- ایستگاه اتوبوس (۱۹۵۶)
- میز (۱۹۵۷)
- رعد در آفتاب (۱۹۵۹)
- مردی که لیبرتی والانس را کشت (۱۹۶۲)
- داناوانز ریف (۱۹۶۳)